# (36888) Škrabal
(36888) Škrabal, désignation internationale (36888) Skrabal, est un astéroïde de la ceinture principale.

## Description
(36888) Skrabal est un astéroïde de la ceinture principale. Il fut découvert le 29 septembre 2000 à l'Observatoire d'Ondřejov par Peter Kušnirák et Petr Pravec. Il présente une orbite caractérisée par un demi-grand axe de 2,14 UA, une excentricité de 0,16 et une inclinaison de 3,9° par rapport à l'écliptique.

## Compléments